# Estadio General Santander
Das Estadio General Santander ist ein Fußballstadion in der kolumbianischen Stadt Cúcuta. Es bietet Platz für 42.901 Zuschauer und ist die traditionelle Spielstätte des Vereins Cúcuta Deportivo.

## Geschichte

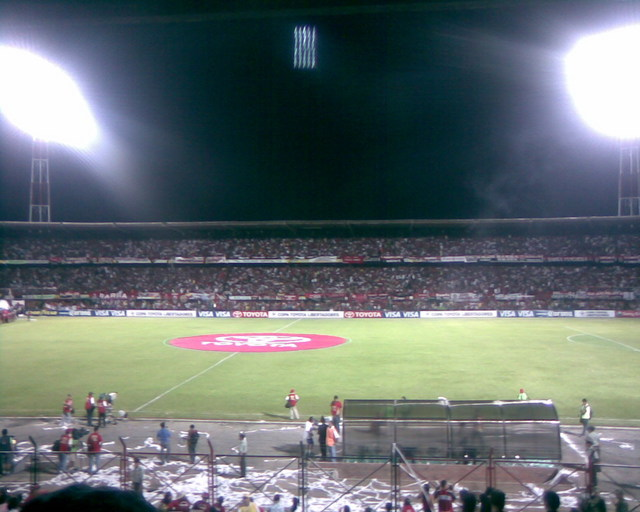
Das Estadio General Santander

Das Estadio General Santander in Cúcuta, der sechstgrößten Stadt Kolumbiens, wurde im Jahre 1948 erbaut. Im gleichen Jahr erfolgte auch die Eröffnung des Stadions. Man taufte das neue Stadion in Estadio General Santander, was eine Hommage an Francisco de Paula Santander (1792–1840), einen General der Neu-Grenadiner Union, Vizepräsident Großkolumbiens und Präsident der Republik Neu-Granada, darstellte. Seit der Fertigstellung des Stadions 1948 trägt der Verein Cúcuta Deportivo hier seine Heimspiele aus. Deportivo wurde bis heute einmal kolumbianischer Meister (2006). Dieser Titel war zugleich der bisher einzige große Titel in der Geschichte des Vereins. Aktuelle spielt Cúcuta Deportivo in der zweiten kolumbianischen Spielklasse. Im Estadio General Santander fanden in den Saisons 2007 und 2008 auch Spiele der Copa Libertadores, der kontinentalen Meisterschaft in Südamerika, statt, für die sich Cúcuta Deportivo in den Vorsaisons qualifizieren konnte. Allerdings war der Verein dort nicht sonderlich erfolgreich. 
Das Estadio General Santander wurde im Jahre 1948 erbaut. Erstmals fand eine Renovierung in diesem Stadion anno 1983 zum Anlass der 250-Jahr-Feier der Stadt Cúcuta statt. Dabei wurde die Kapazität der Arena erstmals erhöht und zudem einige Sicherheitsprobleme behoben. Außerdem wurde die technische Ausstattung verbessert. Eine zweite Renovierung des Estadio General Santander war 23 Jahre später im Jahre 2006. Bei diesen Renovierungsarbeiten wurde abermals die Kapazität erhöht, sodass diese danach die noch heute geltenden 42.901 Zuschauerplätze betrug. Ein wichtiger Grund für die Erweiterung des Stadions war der zunehmende Erfolg von Cúcuta Deportivo. 
Für die Spielzeit 2017 wurde angekündigt, dass Cúcuta Deportivo seine Heimspiele in Zipaquirá austragen wird, da der Verein sich mit der Regierung des Departamento de Norte de Santander nicht über die Nutzung des Stadions in Cúcuta einig werden konnte. Im Laufe der Rückserie kehrte der Verein aber nach Cúcuta zurück. 